# Anne-Marie Idrac

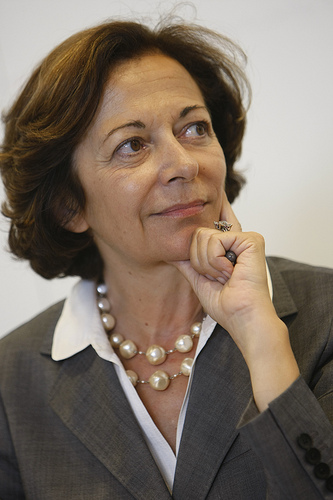
Anne Marie Idrac (2009)

Anne-Marie Idrac (geb. Colin; * 27. Juli 1951 in Saint-Brieuc, Département Côtes-d’Armor) ist eine französische Lobbyistin, ehemalige Politikerin (UDF, NC) und Managerin von öffentlichen Verkehrsunternehmen. Sie war Staatssekretärin für Verkehr (1995–1997) und Außenhandel (2008–2010), Abgeordnete in der Nationalversammlung (1997–2002), Präsidentin des Pariser Nahverkehrsbetreibers RATP (2002–2006) sowie Vorstandsvorsitzende der Staatsbahn SNCF (2006–2008).

## Leben und Karriere
Idrac ist die Tochter des christdemokratischen Politikers André Colin (MRP), der 1946–1958 Abgeordneter und 1959–1978 Senator des bretonischen Départements Finistère war. Sie absolvierte Studien am Institut d’études politiques de Paris (Sciences Po), der Juristischen Fakultät der Universität Paris und schließlich an der École nationale d’administration (ENA; Abschlussjahrgang 1974), wo sie eine Kommilitonin von Élisabeth Guigou, Marc Perrin de Brichambaut und Hubert Védrine war. Anschließend wurde sie in den Staatsdienst übernommen und war zwei Jahrzehnte als Beamte in den Ministerien für Infrastruktur, Wohnungswesen, Verkehr und Umwelt tätig. Sie war 1990–1993 Generaldirektorin der öffentlichen Planungsanstalt der Ville nouvelle Cergy-Pontoise bei Paris, anschließend bis 1995 Direktorin für Landverkehr.
Idrac war Mitglied des christdemokratischen Centre des démocrates sociaux (CDS) bzw. ab 1995 dessen Nachfolgepartei Force démocrate, die jeweils zum bürgerlichen Parteienbündnis Union pour la démocratie française (UDF) gehörten, die sich wiederum 1998 in eine einheitliche Partei umwandelte. Nach der Wahl von Jacques Chirac (RPR) zum Staatspräsidenten wurde Idrac im Mai 1995 als Staatssekretärin für Verkehr im Infrastruktur- und Raumplanungsministerium (unter Bernard Pons) ins Kabinett Juppé berufen. In ihre Amtszeit fiel die Entschuldung der SNCF durch die Schaffung der Schieneninfrastrukturbehörde Réseau ferré de France (RFF). Von 1997 bis 2002 war sie Abgeordnete des 3. Wahlkreises des Départements Yvelines in der Nationalversammlung. Außerdem war sie von 1998 bis 2002 Mitglied des Regionalrats von Île-de-France und von 2000 bis 2004 Präsidentin der Europäischen Bewegung Frankreich. Von 2001 bis 2002 war sie Generalsekretärin der UDF und im Präsidentschaftswahlkampf 2002 Sprecherin des UDF-Kandidaten François Bayrou.
Im September 2002 ernannte die Regierung von Jean-Pierre Raffarin (UMP) sie zur Präsidentin des Pariser Nahverkehrsunternehmens RATP. Als Nachfolgerin von Louis Gallois war Idrac vom 2. Juli 2006 bis 27. Februar 2008 sie Vorstandsvorsitzende der Staatsbahn Société nationale des chemins de fer français (SNCF). Sie war die erste Frau in diesem Amt und zudem Vizepräsidentin des Internationalen Eisenbahnverbands (UIC). Als SNCF-Chefin nahm sie am 10. Juni 2007 die ostfranzösische Hochgeschwindigkeitsstrecke LGV Est européenne von Paris über die Champagne und Lothringen nach Straßburg (mit Anschluss Richtung Süddeutschland) in Betrieb. Am selben Tag unterzeichnete sie mit Hartmut Mehdorn die Gründungsdokumente für Alleo, dem Gemeinschaftsunternehmen mit der Deutschen Bahn, das den internationalen Schnellverkehr auf der Strecke betrieb.

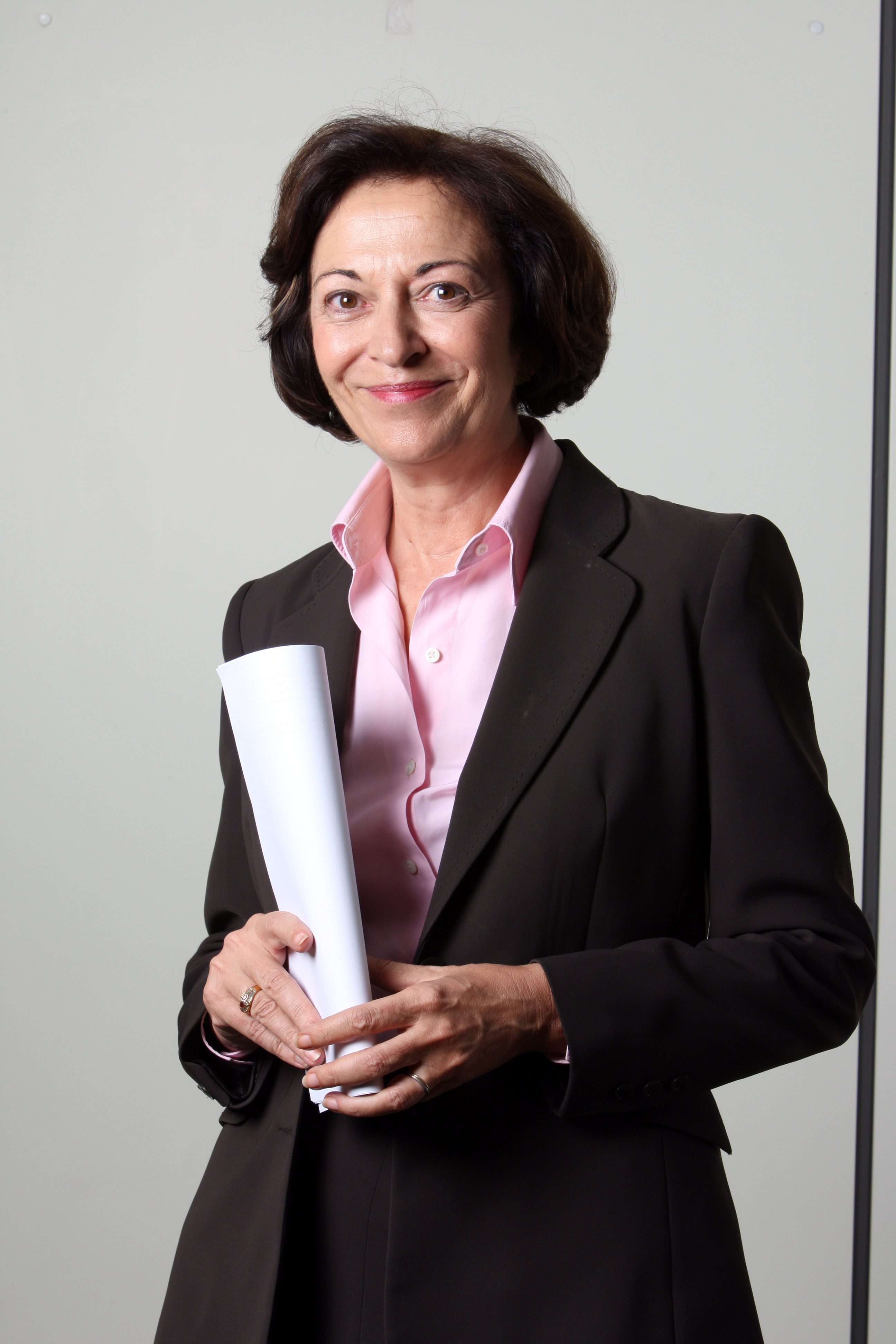
Idrac als Staatssekretärin für Außenhandel

Während der Präsidentschaft von Nicolas Sarkozy (UMP) kehrte Idrac in die Politik zurück und wurde am 18. März 2008 zur Staatssekretärin für Außenhandel (unter Wirtschaftsministerin Christine Lagarde) im Kabinett Fillon II ernannt. Dieses Amt hatte sie bis zur Kabinettsumbildung am 13. November 2010 inne. In dieser Zeit war sie Mitglied des Nouveau Centre, einer Abspaltung von der UDF. Zur Präsidentschaftswahl 2012 machte sie wieder Wahlkampf für François Bayrou (MoDem).
Seit 2011 ist sie als Beraterin und Mitglied im Verwaltungsrat verschiedener Unternehmen tätig (u. a. Saint-Gobain, TotalEnergies, Bouygues, Air France-KLM). Außenminister Laurent Fabius (PS) ernannte sie im September 2014 zur Sonderbeauftragten für die Wirtschaftsbeziehungen mit den Vereinigten Arabischen Emiraten. Zur Präsidentschaftswahl 2017 unterstützte sie die erfolgreiche Kandidatur Emmanuel Macrons. Im Oktober 2017 ernannte die Regierung von Édouard Philippe Idrac zur Beauftragten für die Entwicklung autonomer Fahrzeuge. Seit 2020 ist sie Präsidentin des Interessenverbands der französischen Logistikbranche France Logistique.
Anne-Marie Idrac ist mit dem Spitzenbeamten Francis Cloud Idrac verheiratet, der ihr Kommilitone auf der ENA war und zwischen 1996 und 2009 Präfekt verschiedener Départements und danach Generalinspekteur der Finanzen war. Sie hat vier Töchter.